# Interludium (album Fukaja)
Interludium (zapis stylizowany majuskułą: INTERLUDIUM) – trzeci minialbum polskiego rapera Fukaja oraz producenta muzycznego charliego monclera. Album ukazał się na 22 maja 2025 roku w nakładzie wytwórni muzycznej SBM Label.
Minialbum utrzymywany jest w stylu muzyki hip-hop. Dotarł do 40. miejsca listy sprzedaży OLiS.

## Lista utworów
Opracowano na podstawie materiału źródłowego.
| Interludium – Wersja standardowa | Interludium – Wersja standardowa  | Interludium – Wersja standardowa | Interludium – Wersja standardowa | Interludium – Wersja standardowa |
| Nr                               | Tytuł utworu                      | Słowa                            | Muzyka                           | Długość                          |
| -------------------------------- | --------------------------------- | -------------------------------- | -------------------------------- | -------------------------------- |
| 1.                               | „INTERLUDIUM”                     | Aleksander Wasiluk               | charlie moncler                  | 2:21                             |
| 2.                               | „MANIFEST”                        | Wasiluk                          | charlie moncler                  | 2:20                             |
| 3.                               | „GOD SAVE THE PRAGUE”             | Wasiluk                          | charlie moncler                  | 1:41                             |
| 4.                               | „NIE CHCĘ WRACAĆ” (gość. Hubert.) | Wasiluk, Hubert Dorosz           | charlie moncler                  | 3:24                             |
| 5.                               | „TRAKTOR”                         | Wasiluk                          | charlie moncler                  | 2:17                             |
| 6.                               | „POSTLUDIUM”                      | Wasiluk                          | charlie moncler                  | 1:38                             |
|                                  |                                   |                                  |                                  | 13:41                            |

## Notowania

### Pozycje na listach tygodniowych
| Kraj   | Lista                    | Najwyższa pozycja |
| ------ | ------------------------ | ----------------- |
| Polska | OLiS – albumy            | 40                |
| Polska | OLiS – albumy w streamie | 13                |